# Jerzy Kornacki
Jerzy Kornacki (ur. 22 lipca 1908 w Mińsku Mazowieckim, zm. 11 listopada 1981 w Warszawie) – polski prozaik.

## Życiorys
Ukończył Gimnazjum im. Władysława IV w Warszawie. Debiutował jako prozaik na łamach czasopisma „Kobieta Współczesna” w 1931 roku. W latach 1932–1933 był redaktorem tygodnika „Epoka”. W latach 1933–1937 był współzałożycielem i członkiem zespołu prozaików Przedmieście. W latach 1944–1945 przebywał w Lublinie. W tym okresie był posłem do KRN. Od 1945 roku mieszkał w Warszawie. Jest pochowany na cmentarzu reformowanym przy ul. Żytniej w Warszawie (kwatera O-1-2a).

## Twórczość
- Oczy i ręce (opowiadanie)
- Rozsada (opowiadania)
- Kręgle i kule (powieść)

Jerzy Kornacki jest też autorem nieopublikowanych dzienników z okresu wojny i lat powojennych „Kamieniołomy”.
Z Heleną Boguszewską
- Ludzie wśród ludzi (szkice)
- Polonez (cykl powieści)
- Jadą wozy z cegłą (powieść)
- Wisła (powieść)
- Zielone lato 1834 (powieść)

## Odznaczenia
- Krzyż Oficerski Orderu Odrodzenia Polski[3].
- Złoty Krzyż Zasługi (1946)[4]